# 650 років першій писемній згадці про м. Вінницю (срібна монета)
«650 ро́ків пе́ршій писе́мній зга́дці про м. В́інницю» — ювілейна монета зі срібла номіналом 10 гривень, випущена Національним банком України. Присвячена адміністративному та промисловому центру, одному з найчарівніших міст Поділля, розташованому на березі річки Південний Буг, — Вінниці, яке вперше згадується під 1363 роком як фортеця.
Монету введено до обігу 28 серпня 2013 року. Вона належить до серії «Стародавні міста України».

## Опис монети та характеристики
| Номінал грн. | Метал           | Маса, г      | Діаметр, мм | Якість виготовлення | Гурт                           | Тираж, штук |
| ------------ | --------------- | ------------ | ----------- | ------------------- | ------------------------------ | ----------- |
| 10           | срібло (Ag 925) | 31,1 / 33,62 | 38,6        | пруф                | гладкий із заглибленим написом | 3 000       |

### Аверс
На аверсі монети розміщено: угорі малий Державний Герб України, напис півколом «НАЦІОНАЛЬНИЙ БАНК УКРАЇНИ», під яким ліворуч — рік карбування монети — «2013», у центрі — стилізоване зображення прикраси міста — фонтана та його дзеркального відображення (голографічне), унизу — номінал «ДЕСЯТЬ ГРИВЕНЬ».

### Реверс
На реверсі монети розміщено: угорі герб Вінниці, під яким на тлі сувою зображено стилізовану композицію: чорнильницю з пером, архітектурні споруди міста та напис «ВІННИЦЯ», унизу — «ПЕРША ПИСЕМНА ЗГАДКА»/«650»/«РОКІВ».

## Автори

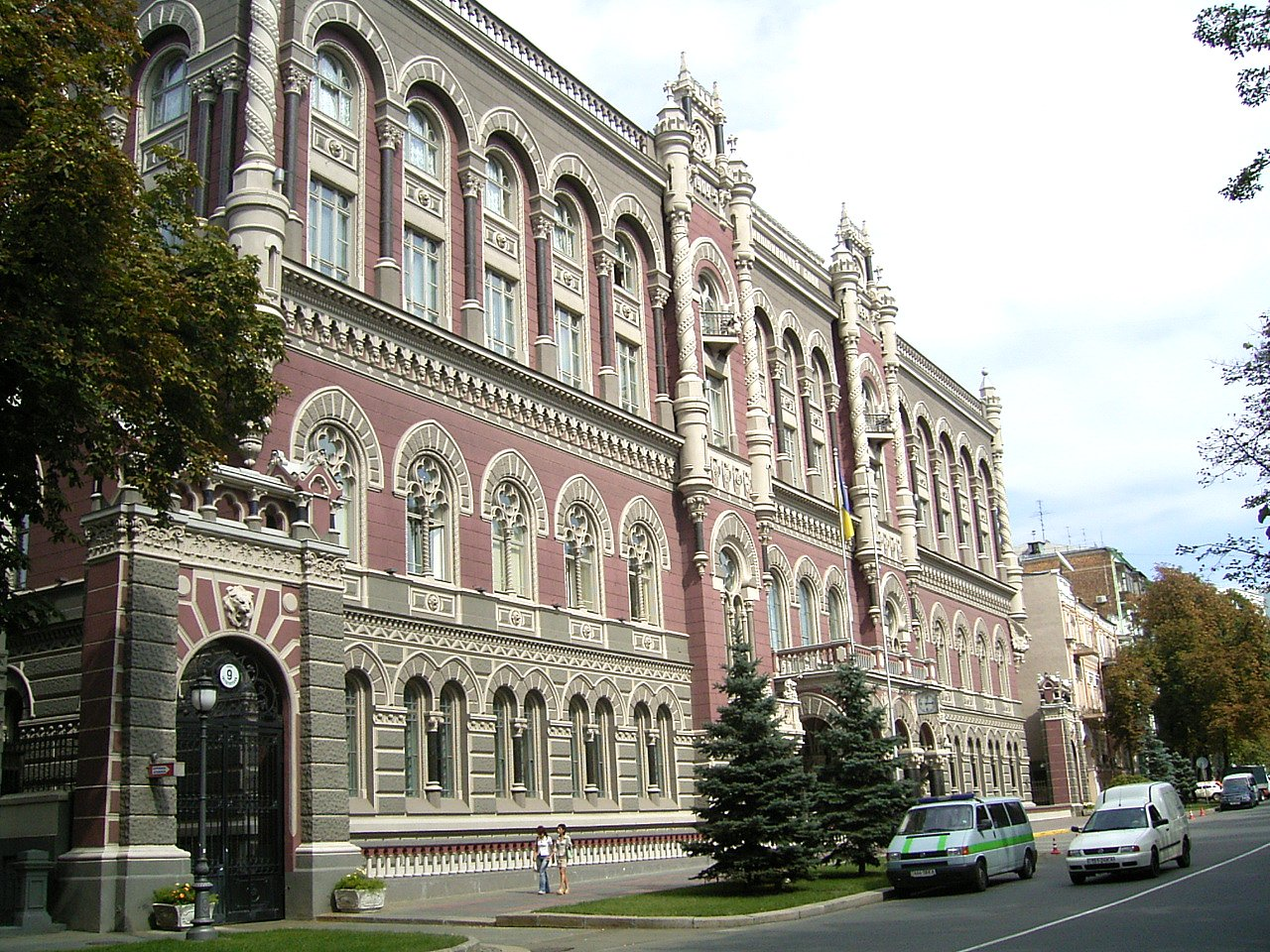
Будівля Національного банку України

- Художники: Володимир Таран, Олександр Харук, Сергій Харук.
- Скульптори: Володимир Атаманчук, Анатолій Дем'яненко, Роман Чайковський.

## Вартість монети
Ціна монети — 960 гривень, була вказана на сайті Національного банку України 2016 року.
Фактична приблизна вартість монети, з роками змінювалася так:
| Рік        | 2014 | 2015 | 2016 | 2017 | 2018  | 2019  | 2020  | 2021  | 2022  | 2023  | 2024  | 2025  |
| ---------- | ---- | ---- | ---- | ---- | ----- | ----- | ----- | ----- | ----- | ----- | ----- | ----- |
| Ціна, грн. | 570  | 600  | 900  | 950  | 1 000 | 1 200 | 1 120 | 2 100 | 2 400 | 3 400 | 2 500 | 6 400 |